# 博蒙莱瓦朗斯
博蒙莱瓦朗斯（法語：Beaumont-lès-Valence，法語發音：[bomɔ̃ lɛ valɑ̃s]，意为“瓦朗斯附近的博蒙”）是法国德龙省的一个市镇，位于该省西北部属于瓦朗斯区。博蒙莱瓦朗斯是瓦朗斯-罗芒城市公共社区的一部分，位于瓦朗斯市区东南部。

## 地理
博蒙莱瓦朗斯（44°51'43"N, 4°56'34"E）面积17.61 平方千米，位于法国奥弗涅-罗讷-阿尔卑斯大区德龙省，该省份为法国东南部内陆省份，北起顺时针与伊泽尔省、上阿尔卑斯省、上普罗旺斯阿尔卑斯省、沃克吕兹省和阿尔代什省接壤。
与博蒙莱瓦朗斯接壤的市镇（或旧市镇、城区）包括：马利萨尔、蒙泰莱热、蒙梅朗、蒙旺德尔、瓦朗斯。

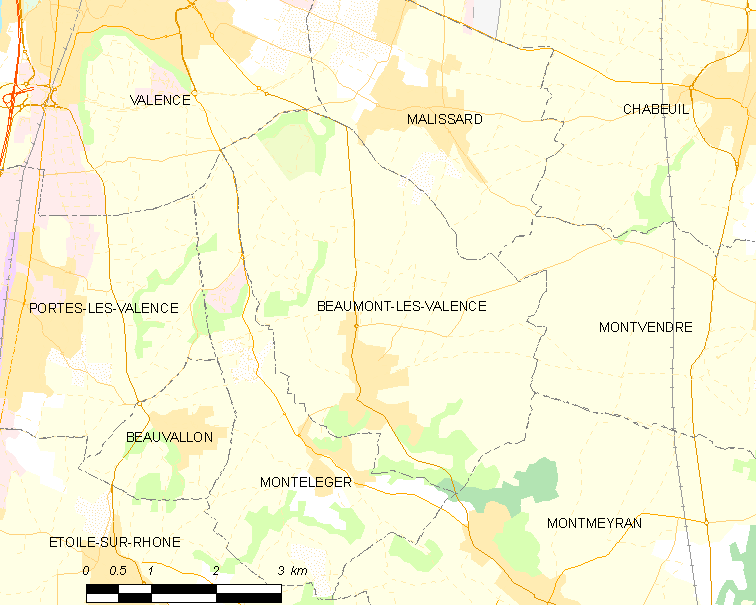
博蒙莱瓦朗斯的OSM定位图

博蒙莱瓦朗斯的时区为UTC+01:00、UTC+02:00（夏令时）。

## 行政
博蒙莱瓦朗斯的邮政编码为26760，INSEE市镇编码为26037。

## 政治
博蒙莱瓦朗斯所属的省级选区为瓦朗斯第三县。

## 人口

1962-2008年间博蒙莱瓦朗斯人口变化图示

博蒙莱瓦朗斯于2022年1月1日时的人口数量为4272人。